# نبرد بخارا
نبرد بخارا نبردی بود که در سال ۵۵۷ میلادی، با اتحاد میان شاهنشاهی ساسانی و خاقانات غربی ترک علیه هپتالیان روی داد.

## پیش‌زمینه
در سال ۴۸۴، پیروز یکم، پدر بزرگ خسرو انوشیروان (۵۳۱–۵۷۹)، در نبرد هرات به دست هپتالی‌ها کشته شد و اینگونه خوشنواز توانست بخش پهناوری از خراسان را از ساسانیان جدا کند. پس از سال‌ها، پیمان صلح پایدار با بیزانس‌ها در باختر، خسرو انوشیروان را قادر ساخت توجه خود را به هپتالیان در خاور معطوف کند و انتقام مرگ پدربزرگش را از آنها بستاند.
حتی با رشد نیروی نظامی ساسانیان زیر اصلاحات انوشیروان، ساسانی‌ها هنوز هم به دلیل نگرانی از حمله احتمالی هپتالی‌ها دنبال یک هم‌پیمان بودند. واکنش آنها در حمله گوک‌ترک‌ها به آسیای میانه تبلور یافت. حرکت مردم ترک به سمت آسیای میانه به سرعت آنها را به دشمنان و رقبای هپتالی‌ها تبدیل کرد. هپتالیان از قدرت نظامی برخوردار بودند، اما فاقد سازماندهی برای جنگیدن در جبهه‌های گوناگون بودند.
ساسانیان و ترک‌ها با هم یکپارچه شدند و با بهره‌گیری از بی‌نظمی و چنددستگی هپتالیان، یورشی دو جانبه به هپتالی‌ها را راه‌اندازی کردند. در نتیجه، ترک‌ها قلمرو شمال آمودریا را در دست گرفتند، در حالی که ساسانیان سرزمین جنوب رودخانه را به قلمرو خود پیوست کردند.

## پیامدها
امپراتوری هپتالی پس از نبرد ویران شد و به چندین پادشاهی جزئی از قبیل پادشاهی‌ای که از سوی شاهزادهٔ هپتالی «فغانیش» در چغانیان اداره می‌شد بخش شد. قادفر و آنچه از مردانش باقی مانده بودند، به سوی جنوب به سرزمین ساسانی گریختند و به آنجا پناه بردند. در همین حال، خاقان ترک ایستمی خان با بلندپایگان هپتالی به توافق رسید و فغانیش را به عنوان پادشاه جدید هپتالیان گماشت. این توافق خیلی به مذاق خسرو انوشیروان که همکاری ترکان با هپتالیان را خطری برای خاورِ حکومت خود می‌دانست، خوش نیامد. از همین روی به سمت مرز ساسانیان و ترکان در گرگان لشکر کشید. هنگامی که به آنجا رسید، با نمایندهٔ ایستمی خان روبرو شد که هدایایی به خسرو پیشکش کرد. در آنجا خسرو با اثبات استواری و توان نظامی خود، ترک‌ها را ترغیب کرد که با او پیمان همبستگی ببندند. این پیمان دربردارندهٔ بندی بود که فغانیش را ناگزیر می‌ساخت به دربار ساسانی در تیسفون برود و تأیید خسرو را برای مقامش به عنوان پادشاه هپتالی به دست آورند. اینگونه فغانیش و پادشاهی‌اش بر سرزمین چغانیان باجگزار امپراتوری ساسانی گشتند و آمودریا به مرز ساسانیان و ترکان تبدیل شد.
با این همه، پیوند دوستانه ترک‌ها و ساسانیان دیری نپایید و خیلی زود رو به وخامت گذاشت. هم ترک‌ها و هم ساسانیان می‌خواستند بر جاده ابریشم و بازرگانی میان باختر و خاور دور چیره شوند. در ۵۶۸، سفیر ترکان برای پیشنهاد همبستگی با روم شرقی و انجام یورش همزمان به ساسانیان به امپراتوری بیزانس گسیل شد ولی نتیجه ای از این تلاش به دست نیامد.